# Yudhishthira
Yudhishthira (sanskrit: युधिष्ठिर, yudhiṣṭhira) est, dans la grande épopée indienne, le Mahābhārata, l'un des cinq frères Pandava, ennemi des Kaurava.

## Histoire
Fils aîné du roi Pandu et de la reine Kunti, il fut roi de Hastinapura et de Indraprastha, et « empereur du monde ». Il fut le principal protagoniste de la guerre de Kurukshetra. Pour sa piété sans faille, il était connu sous le nom de Dharmaraja (« le plus pieux de tous »). Certains textes le décrivent comme un guerrier particulièrement habile dans le maniement de la lance.
Lorsqu'il devint roi de Hastinapura, il fit reine la belle Draupadi, l'épouse commune des cinq frères Pandava.
Bien que de caractère droit et sage, il est joueur, et perd au jeu ses États, ses quatre frères et sa femme, ce qui fut une des principales causes de la guerre entre les Pândava et les Kaurava. Vainqueur des Kaurava, il régna encore trente-cinq ans.
Il a donné son nom à une ère indienne qui commence environ 1200 ans av. J.-C.